# Rosa Di Natale
Rosa Di Natale (Palermo, 28 giugno 1904 – Roma, 16 settembre 1990) è stata una poetessa, scrittrice e giornalista italiana iscritta all'Albo quale pubblicista.

## Attività
È stata presidente dell'Accademia Romana di Cultura (da lei fondata nel 1949) e della rivista "La grande ricerca" (organo ufficiale della stessa Accademia). Fondatrice e direttrice del periodico "Forze nuove". Ha collaborato con importanti periodici culturali sia a Palermo che a Roma.
Con Rosa Di Natale hanno collaborato anche il professor Raniero Nicolai, poeta olimpionico nel 1920, il prof. Nicola Pende, famoso endocrinologo, il poeta e drammaturgo Ugo Betti, il poeta ed incisore Bruno da Osimo e il poeta Tullio Colsalvatico.

## Opere principali
"Il richiamo della terra" (prose del 1935)
"Sinfonie"
"La sorgente"
"La nuova messe nell'alba nuova"
Alcune opere figurano in importanti antologie italiane e straniere tra cui: "Antologia di poesia cattolica italiana del Novecento", "Antologia del sonetto italiano contemporaneo", "Poètes d'Italie" e "Poeti per la scuola"(1989).